# Jung Eun-ju
Jung Eun-ju est une patineuse de vitesse sur piste courte sud-coréenne.

## Biographie
En 2004, elle arrive deuxième aux championnats du monde junior.
L'année suivante, elle arrive quatrième du classement.
En 2006, elle remporte les championnats du monde junior de patinage de vitesse sur piste courte.
En février 2007, elle arrive troisième du 1 000 mètres aux Jeux asiatiques derrière Jin Sun-yu et Wang Meng. L'équipe sud-coréenne, dont elle fait partie, arrive deuxième au relais. Ellearrive deuxième aux championnats du monde.
Le mois suivant aux Championnats du monde, elle remporte le 1 500 mètres et le relais.
En 2008, elle remporte à nouveau le relais aux championnats du monde. Le 15 mars 2008, elle bat le record du monde du 3 000 mètres en 4 min 46 s 983 à Harbin.